# Keppel (gemeente)

Het wapen van de voormalige gemeente Keppel

Keppel is een voormalige gemeente in de provincie Gelderland.
In het jaar 1404 kreeg Keppel stadsrechten. Op 1 januari 1818 ging de gemeente Keppel samen met het restant van de opgeheven gemeente Hummelo tot een nieuwe gemeente Hummelo en Keppel. Het andere deel van de gemeente Hummelo werd zelfstandig als Ambt Doetinchem.
Op het grondgebied van Keppel liggen nu de plaatsen Laag-Keppel en Hoog-Keppel.

## Vermante wapens

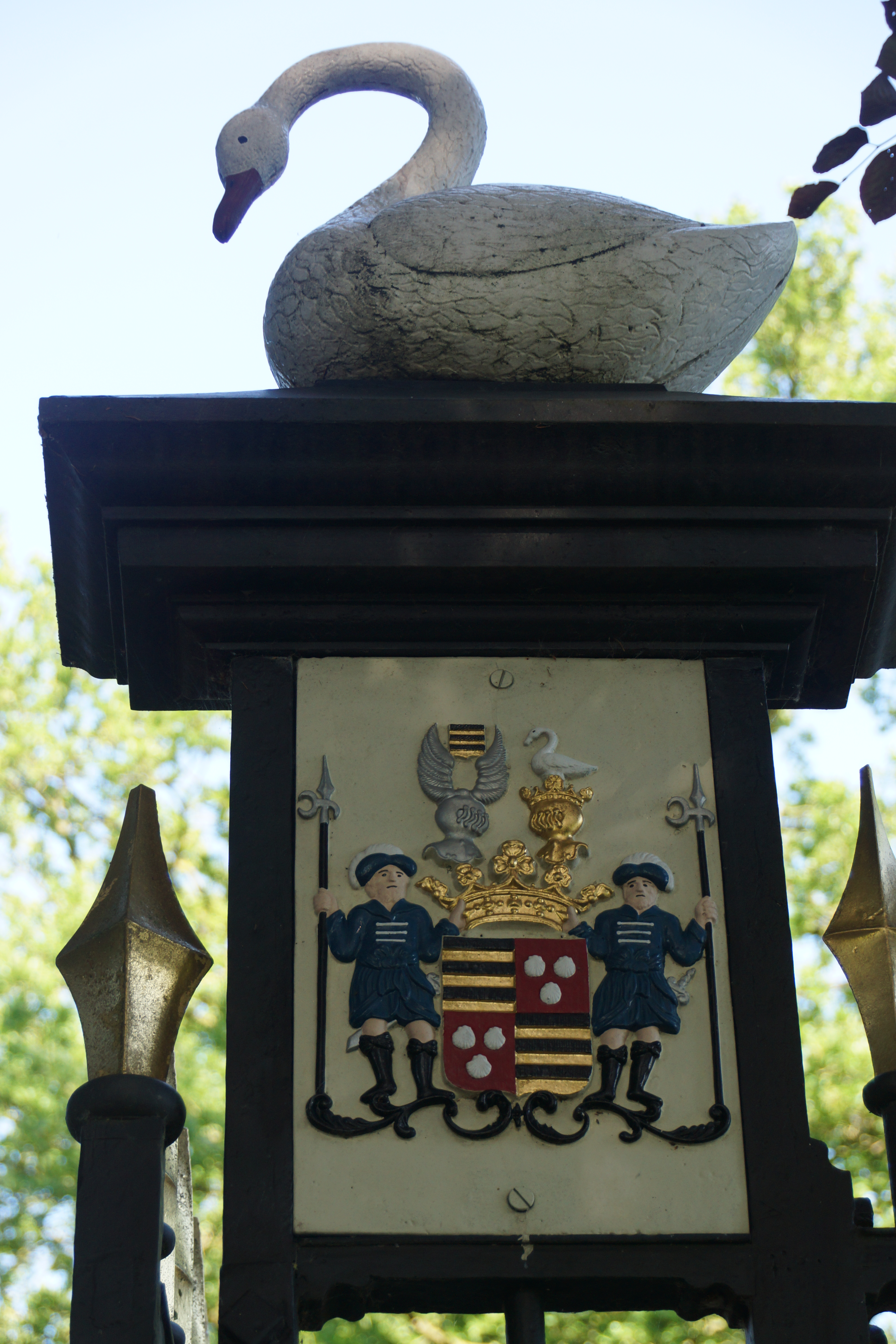
Wapen baronnen van Van Pallandt heren van Keppel